# 奥谷かひろ
奥谷 かひろ（おくや かひろ、1月1日 - ）は、日本の漫画家。愛知県出身。

## 概要
1989年、学習研究社『アニメディア』7月号にて『天空戦記シュラト』のパロディ4コマ漫画にてデビュー。
1992年、オリジナル4コマ漫画として学習研究社『コミックPocke』7月号に『花咲きKomati-Girls』が初掲載された。以降『アニメディア』およびその増刊号である『コミックPocke』を中心にアニパロ・ゲーム4コマを多数手がけた。また2000年から2004年頃にかけて竹書房・芳文社の4コマ誌で複数の連載を持つなどしていた。現在は『サクラ大戦』をはじめとしたアンソロジー作品のイラスト担当などの活動を中心としている。
脚本家のあかほりさとるは実兄。

## 単行本（アンソロジーは除く）
学習研究社
- 花咲きKomachi-Girls（コミックPocke、全4巻）
- おくやDEポン!（全1巻）ISBN 9784056017137（1997年8月）

竹書房
- ひかるちゃんのデパートへようこそ!（まんがライフオリジナル、全2巻）

1. ISBN 9784812456545（2002年5月）
2. ISBN 9784812459454（2004年4月）

- ミニパトラプソディー（まんがくらぶオリジナル、全2巻）

1. ISBN 9784812457238（2002年10月）
2. ISBN 9784812459720（2004年6月）

- シャタクな生活（まんがライフ、全2巻）

1. ISBN 9784812457795（2003年3月）
2. ISBN 9784812459447（2004年4月）

芳文社
- 恋して治して（まんがタイムナチュラル、全1巻）ISBN 9784832262782（2003年1月）
- カフェで会いましょう（まんがタイムジャンボ、全1巻）ISBN 9784832262966（2003年7月）

ラポート
- 熱血DNA（全1巻）ISBN 9784056018820（1996年9月）※原作を担当。作画：くまたかつみ

## 出演
OVA
- タイムボカン王道復古（1993年11月26日） - オハヤシ星人 役[3]